# Xolo Maridueña
Xolo Maridueña (în spaniolă: [ˈʃolo maɾiˈðweɲa]; n. 9 iunie 2001, Los Angeles, California, SUA) este un actor american. Rolurile sale includ Miguel Diaz în serialul Netflix Cobra Kai⁠(d), Victor Graham în serialul TV NBC Parenthood⁠(d) și Jaime Reyes / Blue Beetle⁠(d) în viitorul film DC Extended Universe⁠(d) Blue Beetle⁠(d).